# Bataille d'Oncativo
Guerres civiles argentines
La bataille d’Oncativo ou bataille de Laguna Larga est un affrontement militaire, survenu le 25 février 1830 dans la partie pampéenne de la province de Córdoba, entre troupes fédéralistes, placées sous les ordres du caudillo de la province de La Rioja Juan Facundo Quiroga, et unitaires, sous le commandement du général José María Paz. La bataille, qui s’inscrivait dans le cadre de la longue guerre civile intermittente qui sévit en Argentine tout au long d’une grande partie du XIXe siècle, se solda par une victoire des unitaires.

## Antécédents
Après la signature du traité de paix terminant la guerre de Cisplatine, les officiers de l’armée nationale argentine, à qui l’accord apparaissait comme une trahison des victoires remportées sur le champ de bataille, se mirent à comploter avec des membres de la faction unitaire pour renverser le gouvernement fédéraliste de Manuel Dorrego. Il était également convenu entre les conjurés de déposer le gouverneur de la province de Córdoba, Juan Bautista Bustos.
Tandis que la première colonne de l’armée, à son retour de la guerre, sous le commandement de Juan Lavalle, se soulevait le 1er décembre 1828 à Buenos Aires, la deuxième colonne, dirigée par le général José María Paz, originaire de Córdoba, entama début 1829 sa marche sur cette province, où elle battit le 22 avril les milices de Bustos à la bataille de San Roque. L'invasion déclencha une contre-offensive de Juan Facundo Quiroga, caudillo fédéraliste de la province de La Rioja, qui, sur les instances de Bustos, fit mouvement vers Paz à la tête d’une armée de 5 000 hommes.
Les 22 et 23 juin 1829, les deux armées s’affrontèrent dans la bataille de La Tablada, non loin de la ville de Córdoba. Les combats se terminèrent par la victoire du général Paz, et Quiroga se vit contraint de fuir précipitamment vers sa province d’origine, abandonnant derrière lui un grand nombre de morts et de prisionniers. Dans les jours suivants, redoutant une réaction de la part du gouverneur fédéraliste Estanislao López, Paz prit position aux confins de la province de Santa Fe ; López toutefois se borna à envoyer une délégation, qui amorça une série de pourparlers dans le but de mettre fin à l’état de guerre. Les contacts s’achevèrent le 7 août par la conclusion d’un traité d’amitié entre Córdoba et Santa Fe, que Quiroga réprouva fortement. Élu formellement gouverneur le 24 août, Paz étouffa la rébellion dans le reste de la province, en subdivisant son armée en une série d’unités légères qu’il lança ensuite simultanément dans les différentes vallées de la Sierra.
Quelque temps plus tard, la province se vit menacée d’une nouvelle invasion par le Tigre des plaines (Quiroga), lequel était en quête d’une revanche. En outre et surtout, la ville de Córdoba apparaissait à cette époque comme un point stratégique et comme une possible tête de pont en vue d’une avancée unitaire vers l’intérieur. Les pourparlers engagés en vue d’un accord avec les autres gouvernements de province n’avaient pas produit le résultat escompté.
Entretemps, dans la province de Mendoza, une révolution avait porté au pouvoir le général unitaire Rudecindo Alvarado ; cependant, la révolution fut par la suite écrasée par le fédéraliste José Félix Aldao, qui, après avoir vaincu la résistance lors de la bataille de Pilar, se laissa aller à une série de violentes représailles. Quiroga, qui n’avait eu aucune part à ces actions, forma avec Aldao une armée de 4 000 soldats et se prépara à envahir à nouveau Córdoba. Après avoir pénétré sur le territoire provincial, il fit parvenir à Paz, le 10 janvier 1830, une note contenant diverses accusations et récriminations, mais proposant en même temps un armistice ; il écrivit notamment : « Nous sommes convaincus de ne combattre qu’une seule fois, afin de ne pas combattre toute la vie. Il est indispensable que triomphent soit les uns, soit les autres, de sorte que le parti fortuné oblige le parti malheureux à enterrer ses armes à jamais »; plus loin, poursuivant sur un ton plus menaçant : « Les provinces seront peut-être dépecées ; mais domptées, jamais. ». Pour tenter encore d’éviter l’affrontement, l’on avait dépêché à Córdoba une commission de médiation confiée à Pedro Feliciano Cavia et Juan José Cernadas, laquelle commission arriva dans la capitale provinciale le 6 janvier de cette même année, n’ayant du reste que peu d’espoir d’obtenir des résultats positifs. Les jeux semblaient faits, et l'affrontement militaire proche.
Le dessein des fédéralistes était de lancer une double offensive : pendant que Quiroga ferait mouvement avec ses 4 000 soldats par le sud de la province de Córdoba, le général Benito Villafañe avancerait avec, selon les sources, un effectif de 1 400 ou 1 500 hommes, principalement des montoneros (composés d’environ 1 200 combattants de Catamarca et de 200 de La Rioja), par le nord de cette même province, ce qui forcerait Paz à diviser ses forces. Cependant, le général unitaire se soucia uniquement d’affronter Quiroga, et non Villafañe.

## Déroulement de la bataille

### Mouvements des armées

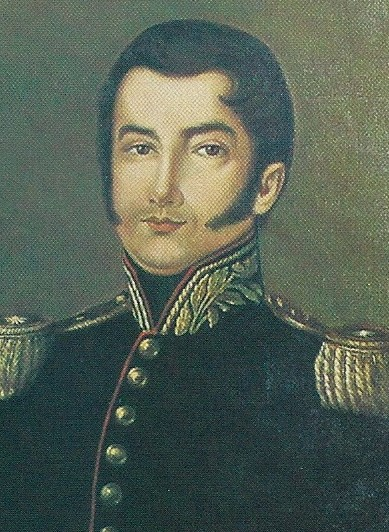
José María Paz, commandant en chef des forces unitaires.

À partir du 4 février 1830, le général Paz concentra et organisa ses troupes en quatre divisions, dont une, composée des Volontaires et Lanciers argentins et des milices de Río Segundo, sera confiée au colonel Gregorio Aráoz de Lamadrid ; la deuxième, composée des Lanciers de Salta, de l’escadron de Chasseurs et des milices de Santa Fe et de Río Seco, verra à sa tête le colonel Manuel Puch ; la troisième, commandée par le colonel José Videla Castillo, comprenait les 2e et 5e bataillons de Chasseurs, et était dotée d’une artillerie de 6 pièces ; et la dernière enfin, constituée des propres troupes de Paz, mais également des corps de Chasseurs de la Liberté, de l’escadron de Lanciers républicains et du 2e Régiment de cavalerie, était sous les ordres du colonel Juan Esteban Pedernera.
Selon ce que relate Domingo Arrieta, ancien colon de la région, l’armée commandée par Paz se mit en mouvement, au départ de son camp d’Anisacate, en longeant les berges du río Segundo, et en gardant à l’esprit que l’armée fédéraliste se déplaçait sur la rive droite du río Tercero.
Quiroga s’ingéniait, par diverses manœuvres, à dissimuler à Paz sa véritable position ou à l’induire en erreur, ainsi que le raconte Arrieta : «...ayant emprunté le chemin droit qui vient de San Luis, lorsqu’ils se trouvèrent à courte distance du point Salto, ils prirent à droite ; par une marche rapide, ils atteignirent la Capilla Rodríguez, auquel lieu ils franchirent la rivière ». Il est à relever toutefois que cette marche en ligne droite connut une brève déviation, afin de permettre l’incorporation des troupes du général Villafañe, dont on savait qu’il faisait route vers eux à partir de Totoral. Ensuite, ils obliquèrent vers le nord, se dirigeant vers le lac Cachicoya, dit aussi Laguna Larga.
Le río Tercero une fois traversé, Quiroga, connaissant mal la région, dut recourir aux services de pisteurs locaux, et confia à Ramón Ignacio Carranza le soin de trouver un parcours idoine. Aussi ladite personne, accompagnée d’un groupe de recrues du caudillo, fut-elle envoyée en avant pour tracer le chemin propre à mener Quiroga à la plaine d’Oncativo. Ce parcours ne fut autre que celui qui avait été mis en place antérieurement, en 1815, par l’administrateur des postes de Córdoba, don Joseph de Paz, père du général José María Paz, pour abréger la marche des messagers qui, partis du Haut-Pérou, arrivaient à Córdoba pour ensuite se diriger vers la province de Mendoza.
D’après Arrieta, le mouvement des unitaires fit en sorte que l’armée fédéraliste poursuivit la marche qu’elle avait entreprise, descendant jusqu’à Capilla de Cosme, franchissant la rivière à proximité de Paso de Tecera dans le crépuscule du 24 février, et y passant la nuit. L’on en sut la nouvelle par le biais d’une personne envoyée par Paz pour négocier avec l’armée fédéraliste, les conditions proposées par celui-là ayant au demeurant été repoussées.

### Combats
À l’aube du 25 février 1830, l’on reprit la marche et après « quelques heures de trajet à travers une broussaille épaisse et encombrante, nous débouchâmes vers dix heures du matin dans une très vaste plaine, où nous aperçûmes les ennemis, qui avaient déjà pris position autour d’un monticule de petite dimension, qui se dressait seul au milieu de cette ample et belle plaine ».
Selon le récit donné par un autre personnage participant à l’opération militaire, le général Gregorio Aráoz de Lamadrid, Quiroga « avait le flanc droit appuyé contre les chariots qu’il avait amenés de Mendoza, et qui étaient plutôt nombreux, et son flanc gauche contre le lac Cachicoya ; et ses effectifs dépassaient les trois mille hommes des trois armes. Les nôtres s’élevaient à deux mille hommes et quelque ».
Il est à souligner que, selon Paz, cette butte se trouvait entourée d’une centaine de chariots, disposés de manière appropriée pour la défendre et pour accueillir toute l’infanterie, laquelle était renforcée de huit pièces d’artillerie.
Enfin, par une habile manœuvre, Paz partit à la rencontre de Quiroga alors que celui-ci ne s’y attendait pas. Paz affirma dans ses Mémoires que, connaissant le dispositif de l’armée fédéraliste, « mon plan était d’attaquer par la gauche. Pour cela, je courus sur mon flanc droit, ce que voyant, l’ennemi voulut prolonger sa gauche afin de ne pas la laisser déborder, et pour cela se mit à faire passer toute la cavalerie qu’il avait laissée sur la droite ; de cette façon, ce qui avait été son centre fortifié devint son flanc droit, que tenaient à présent en échec, mais sans l’attaquer, mon centre et ma gauche, si ce n’est le feu de mon artillerie ».
L’affrontement débuta après un tir de l’artillerie de Quiroga, déclenchant une lutte acharnée, où Quiroga s’efforçait d’empêcher que les forces de Paz ne s’esquivassent le long des bosquets entourant le lac.
Paz envoya les divisions de La Madrid et d’Echeverría, de face et de flanc, mais celles-ci durent reculer. C'est alors que la réserve fut alors engagée, laquelle rétablit le combat et finit par l’emporter, culbutant le côté gauche fédéraliste, qui prit la fuite.

### Traque de Quiroga

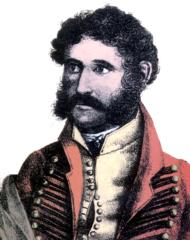
Facundo Quiroga, commandant des forces fédéralistes.

Après plusieurs tentatives de rallier ses troupes, Quiroga dut se résoudre à prendre la fuite. Selon ce qu’en relate La Madrid, lui et Pringles pénétrèrent dans la ligne fédéraliste, attaquant leurs adversaires au couteau et à la lance, jusqu’à ce que Paz les rejoignît et leur ordonnât de cesser leurs actions de poursuite, laquelle s’était prolongée sur quelque cinq lieues.
La poursuite ainsi interrompue, Quiroga fit halte dans une dépression de terrain et s’efforça de regrouper ses effectifs, action inutile déjà, puisque ses infanterie, artillerie et chariots étaient cernés par l’infanterie et les troupes de réserve de Paz.
Reprenant la poursuite, Paz envoya en avant Juan Gualberto Echeverría, tandis que lui-même se lança avec ses hommes dans une tentative de capturer Quiroga.
Un groupe de soldats de l’escorte de Quiroga fut rattrapé par La Madrid, qui les interrogea. Leur demandant où se trouvait le caudillo, ceux-ci désignèrent « un petit groupe qui courait vers le levant, à quatre ou cinq quarts de lieue de distance, et me dirent "là va notre maître" ; je leur demandai encore quel était la robe du cheval qu’il montait, et après qu’ils m’eurent répondu que c’était un châtain pêche, je serrai aussitôt les étriers de mon cheval en sa direction, en poussant un fort cri à mes soldats pour que me suivissent ceux qui avaient de bons chevaux ». Toutefois, les unitaires ne réussirent pas à rejoindre Quiroga, qui avait pris par le chemin des postes à destination de Paso de Ferreira (où se situe aujourd’hui Villa María). Lamadrid lui-même raconte par ailleurs avoir à deux reprises ordonné l’exécution des soldats fédéralistes qui lui avaient donné le renseignement.
Le lendemain de la bataille, le 26 février, l’on apprit la nouvelle que Facundo avait passé vers cinq heures du soir par le relais de Paso de Ferreya pour se diriger vers la bande du Sud. On le vit là, avec une escorte d’une cinquantaine d’hommes et des gens qui entraînaient les chevaux, marchant en direction du relais de La Herradura. Les habitants du lieu s’efforcèrent de faire prisonniers quelques soldats dispersés, mais ne parvinrent à attraper aucun de ceux recherchés.
Finalement, le 28 février, l’on fit savoir depuis Fraile Muerto que Quiroga y était arrivé le jour précédent vers midi et que les députés de Buenos Aires avaient emmené Facundo dans une voiture à destination de la ville de Santa Fe, voiture ayant pris le départ vers 16 heures. En revanche, son fidèle allié José Félix Aldao fut capturé et emprisonné.
Le 25 février 1830 à minuit, Paz fut informé, dans son cantonnement à Impira, à une vingtaine de km d’Oncativo, de ce que les troupes fédéralistes avaient été défaites pendant la journée. Dans le compte rendu qui lui fut fait, il était également fait état des pertes et du nombre de prisonniers. Ensuite, trois jours plus tard, un nouveau compte rendu circonstancié fut adressé au gouverneur délégué de la province de Córdoba, faisant part d’autres détails relatifs à l’opération guerrière passée. Plus tard encore, le 8 mars 1830, le ministre Juan Antonio Saráchaga rédigea une note à l’attention du lieutenant-colonel Rafael Torres, le requérant de remettre rapidement au ministère de la Guerre un état détaillé des effectifs et de l’armement. De même, il lui rappela l’instruction de récupérer les armements restés éparpillés à travers les champs de Laguna Larga après la bataille.

## Répercussions

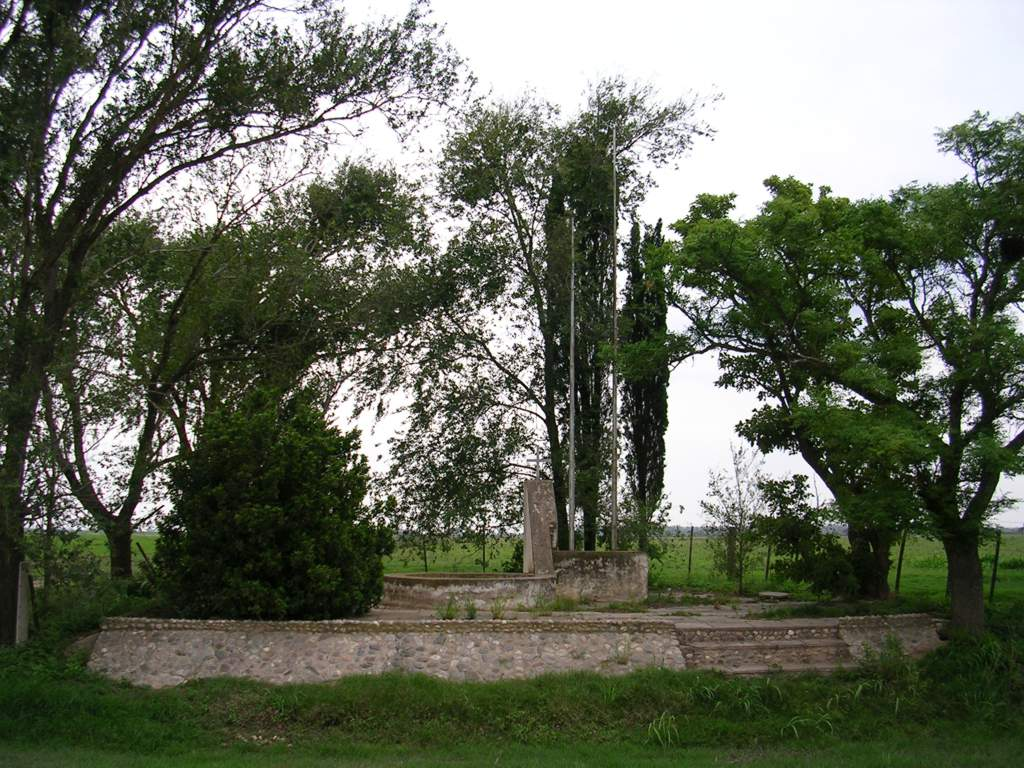
Monolithe commémoratif de la bataille de Laguna Larga, près de la RN 9, au km 642.

Par suite de sa défaite, Quiroga perdit Córdoba à jamais, et Villafañe se retira avec sa colonne vers La Rioja. À Buenos Aires, après la nomination de Tomás de Anchorena, fut promulgué le décret contre les décembristes (participants à la mutinerie de décembre 1828 contre Manuel Dorrego), qui permit d’intensifier dans les zones fédéralistes la persécution à l’encontre des unitaires.
Après la bataille d’Oncativo, Paz divisa son armée et envoya ses officiers envahir les provinces fédéralistes voisines de l’ouest et du nord-ouest, lesquelles furent ainsi conquises militairement ; dans la foulée, il amena toutes les provinces unitaires à conclure un pacte d’alliance et à lui conférer, le 31 août 1830, le Pouvoir militaire suprême. Cet événement suscita la réaction des provinces du Litoral argentin, dominées par la faction fédéraliste, lesquelles, poussées par le gouverneur de Buenos Aires, Juan Manuel de Rosas, s’accordèrent sur la constitution d’une alliance politique et militaire dite Pacte fédéral, stipulant notamment la mise en commun de leurs moyens militaires dans le but de faire contrepoids à Paz. Ainsi l’Argentine apparaissait-elle dorénavant partagée en deux États belligérants.
Grâce aux grandes ressources financières à sa disposition, Rosas mit sur pied une armée de dix mille hommes, dont il confia le commandement au gouverneur fédéraliste de Santa Fe, Estanislao López ; entre-temps aussi, il mit un corps expéditionnaire composé de 350 cavaliers à la disposition de Quiroga, qui engagea avec succès une campagne militaire dans les provinces intérieures, traversant le sud de la province de Córdoba pour s’emparer de Cuyo. Estanislao López mit en œuvre contre Paz une tactique d’attrition, en s’alliant avec des fédéralistes de Córdoba tels que les frères Reynafé. Désormais isolé politiquement et cerné militairement, Paz s’efforça d’atteindre l’armée de López afin de le battre avant l’arrivée des renforts de Buenos Aires ; à cet effet, il planifia un mouvement de surprise contre son ennemi, employant une partie de ses troupes à exécuter une manœuvre de diversion consistant à attaquer les insurgés fédéralistes de la province. Alors qu’il s’apprêtait à effectuer une mission de reconnaissance de terrain à proximité du fortin d’El Tío, Paz fut inopinément fait prisonnier par une patrouille ennemie, le 10 mai 1831. Cet événement fortuit fut un des tournants de la guerre civile, et entraîna l’effondrement progressif du camp unitaire.
En effet, Paz capturé, le haut commandement de la Ligue unitaire passa à Lamadrid, qui se replia plus au nord, dans la province de Tucumán, où il fut défait par Quiroga, le 4 novembre 1831, à la bataille de La Ciudadela, situé alors quasiment dans les faubourgs de San Miguel de Tucumán ; quelques mois auparavant, le 30 mai, Córdoba s’était rendue à López, après quoi celui-ci et Juan Ramón Balcarce firent leur entrée à la tête de leur armée dans la ville de Córdoba le 1er juin. Fin 1831, les fédéralistes se furent rendus maîtres de la quasi-totalité des provinces argentines. Quiroga signa en 1832 la paix avec Salta, mettant ainsi officiellement un terme à cette phase de la guerre civile argentine.